# Liste der Naturdenkmale in Michendorf
Die Liste der Naturdenkmale in Michendorf nennt die Naturdenkmale in Michendorf im Landkreis Potsdam-Mittelmark in Brandenburg.
In den Spalten befinden sich folgende Informationen:
- Nr.: Identifizierungsnummer nach veröffentlichter Liste. Sie wird von der unteren Naturschutzbehörde des Landkreises oder der kreisfreien Stadt vergeben. Wenn sie bekannt ist, wird sie angegeben. In dieser Spalte kann sich zusätzlich das Wort Wikidata befinden, der entsprechende Link führt zu Angaben zu diesem Naturdenkmal bei Wikidata.
- Bezeichnung: Benennung des Naturdenkmals, in der Regel wird bei Bäume die Baumart genannt. Bekannte Eigennamen werden mit angegeben.
- Gemarkung: Ort oder Gemarkung, in der sich das Naturdenkmal befindet
- Lage: Nennt die Lage des Naturdenkmals im jeweiligen Ortsteil und die geografischen Koordinaten des Naturdenkmals. Link zu einem Kartenansichtstool, um Koordinaten zu setzen. In der Kartenansicht sind Naturdenkmale ohne Koordinaten mit einem roten beziehungsweise orangen Marker dargestellt und können in der Karte gesetzt werden. Denkmale ohne Bild sind mit einem blauen bzw. roten Marker gekennzeichnet, Denkmale mit Bild mit einem grünen beziehungsweise orangen Marker.
- Beschreibung: die Beschreibung des Naturdenkmales
- Schutzzweck: Erläutert den Grund der Unterschutzstellung
- Bild: Zeigt ein Bild des Naturdenkmales und gegebenenfalls ein Link zu weiteren Fotos im Medienarchiv Wikimedia Commons

## Langerwisch
| Bild                           | Bezeichnung         | Lage | Beschreibung                                              | Schutzzweck                    | Nummer |
| ------------------------------ | ------------------- | --- | --------------------------------------------------------- | ------------------------------ | ------ |
| BW                             | Eiche mit Baumhorst | Langerwisch, Alt-Langerwisch, Straße der Einheit 30, hinter Haus (52° 18′ 54,2″ N, 13° 3′ 57,6″ O)              | Stiel-Eiche (Quercus robur). Kronendurchmesser 12 m       | Seltenheit, Eigenart           | 332-01 |
| Weitere Bilder Fotos hochladen | Eichen am Denkmal   | Langerwisch, Alt-Langerwisch, Straße der Einheit, am Denkmal (Straßenkreuzung) (52° 19′ 0,3″ N, 13° 3′ 48,7″ O) | 2 Stiel-Eichen (Quercus robur). Kronendurchmesser 25/20 m | Seltenheit, Eigenart, Ortsbild | 332-02 |

## Michendorf
| Bild            | Bezeichnung | Lage | Beschreibung                                                                            | Schutzzweck                    | Nummer |
| --------------- | ----------- | --- | --------------------------------------------------------------------------------------- | ------------------------------ | ------ |
| BW              | Krim-Linden | Michendorf, auf altem Schulhof in der Potsdamer Str. 94 (52° 18′ 27,4″ N, 13° 1′ 40,8″ O)                       | 2 Krim-Linden (Tilia x euchlora). Kronendurchmesser 8/18 m                              | Seltenheit, Eigenart           | 396-01 |
| BW              | Eichen      | Michendorf, fast unmittelbar nördlich des Großen Lienewitzsee (am Badestrand) (52° 18′ 55,9″ N, 12° 59′ 6,7″ O) | Stiel-Eiche (Quercus robur), Trauben-Eiche (Quercus petraea). Kronendurchmesser je 25 m | Seltenheit, Eigenart, Größe    | 396-02 |
| Fotos hochladen | Eiche       | Michendorf, Westufer Kleiner Lienewitzsee (52° 18′ 39,8″ N, 12° 58′ 11,4″ O)                                    | Stiel-Eiche (Quercus robur). Kronendurchmesser 30 m                                     | Seltenheit, Eigenart, Größe    | 396-03 |
| BW              | Ulme        | Michendorf, Hof Schmerberger Str.1 (52° 18′ 34,9″ N, 13° 1′ 37,9″ O)                                            | Feld-Ulme (Ulmus minor). Kronendurchmesser 15 m                                         | Seltenheit, Eigenart           | 396-04 |
| BW              | Eiche       | Michendorf, Platz an der Kirche (52° 18′ 33″ N, 13° 1′ 37,6″ O)                                                 | Stiel-Eiche (Quercus robur). Kronendurchmesser 25 m                                     | Seltenheit, Eigenart, Ortsbild | 396-07 |

## Stücken
| Bild            | Bezeichnung                              | Lage                                                                                         | Beschreibung                                                           | Schutzzweck                                              | Nummer |
| --------------- | ---------------------------------------- | -------------------------------------------------------------------------------------------- | ---------------------------------------------------------------------- | -------------------------------------------------------- | ------ |
| Fotos hochladen | Linde                                    | Stücken, ehemaliger Gutspark Stücken (52° 14′ 51,1″ N, 13° 4′ 47,5″ O)                       | Winter-Linde (Tilia cordata). Kronendurchmesser 13 m                   | Seltenheit, Eigenart, Größe, Landschaftsbild             | 612-01 |
| Fotos hochladen | Eiche                                    | Stücken, am alten Mühlenfließ zwischen Ort und Mühlenteich (52° 14′ 52,6″ N, 13° 4′ 43,7″ O) | Stiel-Eiche (Quercus robur). Kronendurchmesser 20 m                    | Seltenheit, Eigenart, Größe                              | 612-02 |
| Fotos hochladen | Trompetenbaum                            | Stücken, ehemaliger Gutspark Stücken (52° 14′ 50,5″ N, 13° 4′ 49,2″ O)                       | Trompetenbaum (Catalpa bignonioides). Kronendurchmesser 13 m           | Seltenheit, Eigenart, Größe, dendrologische Bedeutung    | 612-03 |
| Fotos hochladen | Eiche                                    | Stücken, ehemaliger Gutspark Stücken (52° 14′ 49,9″ N, 13° 4′ 50,5″ O)                       | Stiel-Eiche (Quercus robur). Kronendurchmesser 20 m                    | Seltenheit, Eigenart, Größe                              | 612-04 |
| BW              | Linde                                    | Stücken, am alten Mühlenfließ zwischen Ort und Mühlenteich (52° 14′ 51,4″ N, 13° 4′ 43,3″ O) | Winter-Linde (Tilia cordata). Kronendurchmesser 20 m                   | Seltenheit, Eigenart                                     | 612-05 |
| Fotos hochladen | Missionseiche, seit ca. 2020 abgestorben | Stücken, am Mühlenteich (52° 14′ 55,1″ N, 13° 4′ 42,5″ O)                                    | Stiel-Eiche (Quercus robur). Kronendurchmesser 35 m, 300 bis 400 Jahre | Seltenheit, Eigenart, Größe, kulturhistorische Bedeutung | 612-06 |